# (154938) Besserman
(154938) Besserman est un astéroïde de la ceinture principale.

## Description
(154938) Besserman est un astéroïde de la ceinture principale. Il fut découvert le 4 octobre 2004 à Vail-Jarnac par l'Observatoire Jarnac. Il présente une orbite caractérisée par un demi-grand axe de 3,09 UA, une excentricité de 0,18 et une inclinaison de 0,6° par rapport à l'écliptique.

## Compléments